# Rudolf Gall
Rudolf Gall (27. března 1873 Tarnopol nebo Lvov – po roce 1939) byl rakouský podnikatel a politik polské národnosti z Haliče, na počátku 20. století poslanec Říšské rady, v poválečném období poslanec polského Sejmu.

## Biografie
Pocházel z židovské rodiny. Byl stoupencem asimilačního židovského proudu, který prosazoval příklon židů k polskému národu a jejich jazykovou i kulturní polonizaci. Sám se přiklonil k národoveckému křídlu polské politické scény.
Vystudoval reálnou školu a polytechniku ve Lvově. Byl členem okresní rady v Tarnopolu a obchodní a živnostenské komory v Brodech. V době svého působení v parlamentu je profesně uváděn jako velkoprůmyslník v Tarnopolu.
Působil také coby poslanec Říšské rady (celostátního parlamentu Předlitavska), kam usedl ve volbách do Říšské rady roku 1907, konaných poprvé podle všeobecného a rovného volebního práva. Byl zvolen za obvod Halič 15. Mandát obhájil ve volbách do Říšské rady roku 1911, nyní v obvodu Halič 37.
Je řazen mezi polské národní demokraty, kteří byli ideologicky napojení na politický směr Endecja. V jiném dobovém zdroji z roku 1907 je popisován jako umírněný israelitský kandidát. V roce 1911 je označován za národního demokrata. Po volbách roku 1907 i 1911 byl na Říšské radě členem poslaneckého Polského klubu.
Od roku 1919 do roku 1922 byl poslancem polského Sejmu (ústavodárný Sejm). Zde patřil do poslaneckého klubu strany Związek Ludowo-Narodowy. V roce 1920 je uváděn jako nezařazený poslanec.
Po roce 1922 žil trvale ve Vídni, kde se roku 1924 stal čestným atašé tamního velvyslanectví Polska.